# Санту-Варан
Санту-Варан (порт. Santo Varão)  —  район (фрегезия) в Португалии,  входит в округ Коимбра. Является составной частью муниципалитета  Монтемор-у-Велью. Находится в составе крупной городской агломерации Большая Коимбра. По старому административному делению входил в провинцию Бейра-Литорал. Входит в экономико-статистический  субрегион Байшу-Мондегу, который входит в Центральный регион. Население составляет 1502 человека на 2001 год. Занимает площадь 11,87 км².
Покровителем района считается Мартин Турский (порт. São Martinho). 